# Vesene kyrka
Vesene kyrka är en kyrkobyggnad i den sydvästra delen av Herrljunga kommun. Den tillhör sedan 2021 Herrljungabygdens församling (tidigare Vesene församling) i Skara stift.

## Kyrkobyggnaden
Kyrkan uppfördes under 1100-talet. Enligt traditionen ska byggnaden först ha varit ett kronomagasin, som först 1764 blev kyrka, då byggnaden förlängdes med nio alnar (2,5 meter) och fick ett tresidigt avslutat kor i öster. Väggmurarna är en och en halv meter tjocka. Torn saknas och i stället finns en klockstapel i trä med faluröd stående lockläktspanel och spåntäckt tak, byggd 1736 och ombyggd 1844. Kyrkans fasad vit slät- och spritputs. Sadeltaket är täckt med bruna betongpannor. Norra långsidan och västra gaveln saknar fönster. Restaureringar har genomförts bland annat 1826 och 1926. År 1978 uppfördes ett vapenhus av ektimmer vid kyrkans sydvästra sida, vilket ersatte ett vapenhus från slutet av 1800-talet.
År 1778 bemålades kyrkans plana innertak av A.M. Lang. Åren 1826-1827 genomfördes reparationer och ommålning. I kyrkorummet lades ett golv av täljsten. Orgelläktaren från 1741 har målningar som föreställer Paulus och Martin Luther. På den norra väggen finns fragment av en målad dubbel figursvit från 1200-talet som togs fram vid restaureringen 1926.

## Inventarier

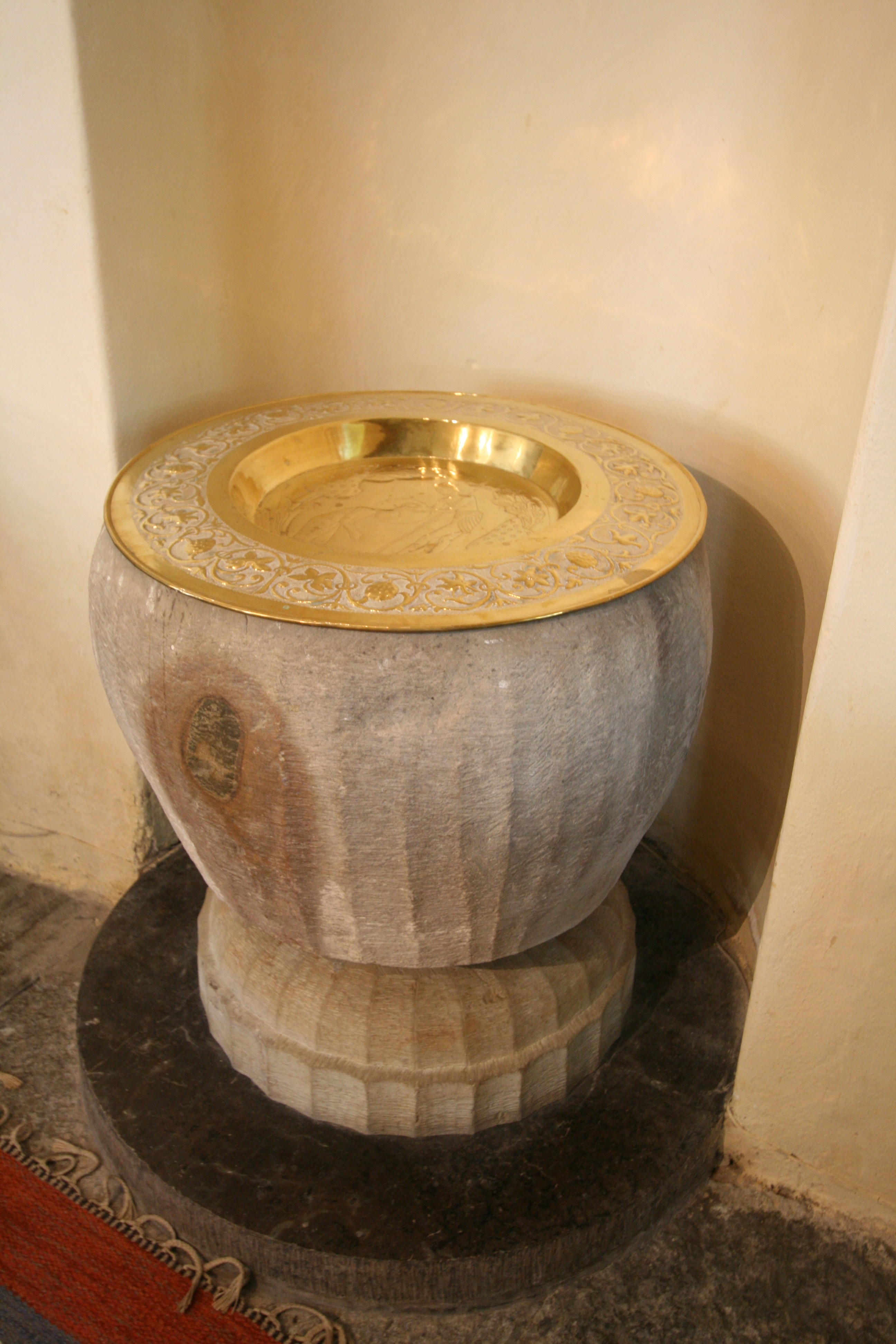
Dopfunten.

- Dopfuntens cuppa av sandsten är tillverkad omkring år 1200 och är 60 cm hög. Den är päronformad och lätt konkav, fasetterad och försedd med ett kort skaft. Den nytillverkade foten har material och färgsättning som skall harmoniera med cuppan. Centralt uttömningshål.[2]
- Altarskåpet från senmedeltiden har högst upp ett motiv kallat "den dubbla förbönen", därunder en framställning av Jesu korsfästelse samt på båda sidor av denna apostlarna. Fram till 1714 var "den dubbla förbönen" i mitten, men flyttades då till det nya överstycket och mittpartiet fick sin nuvarande Golgataframställning.
- En stående madonnaskulptur från 1400-talets senare del utförd i lövträ. Höjd 108 cm. Förvaras i Borås museum[3]
- På korets norra vägg återfinns en träskulptur som föreställer yttersta domen.
- Predikstolen är kombinerad med en sakristia och försågs med ljudtak 1778.
- Ett triumfkrucifix från senmedeltiden, en gammal kyrkdörr, straffstock och en madonna i trä från omkring år 1500 förvaras i Borås Museum
- De två klockorna är gjutna vid Keillers mekaniska verkstad 1854 och 1855.

### Orgel
Orgeln på västra läktaren tillverkades 1953 eller 1944 av Nordfors & Co. Den har fem stämmor fördelade på manual och pedal. Fasaden är stum. Orgeln är pneumatisk. Tidigare användes ett harmonium i kyrkan.
| Manual            | Pedal      | Koppel     |
| Principal 8'      | Gedackt 8´ | Man/Ped    |
| Gedackt 8'        |            | Man 4'/Man |
| Rörflöjt 4'       |            |            |
| Svegel 2'         |            |            |
| Crescendosvällare |            |            |

## Bilder

Exteriörer
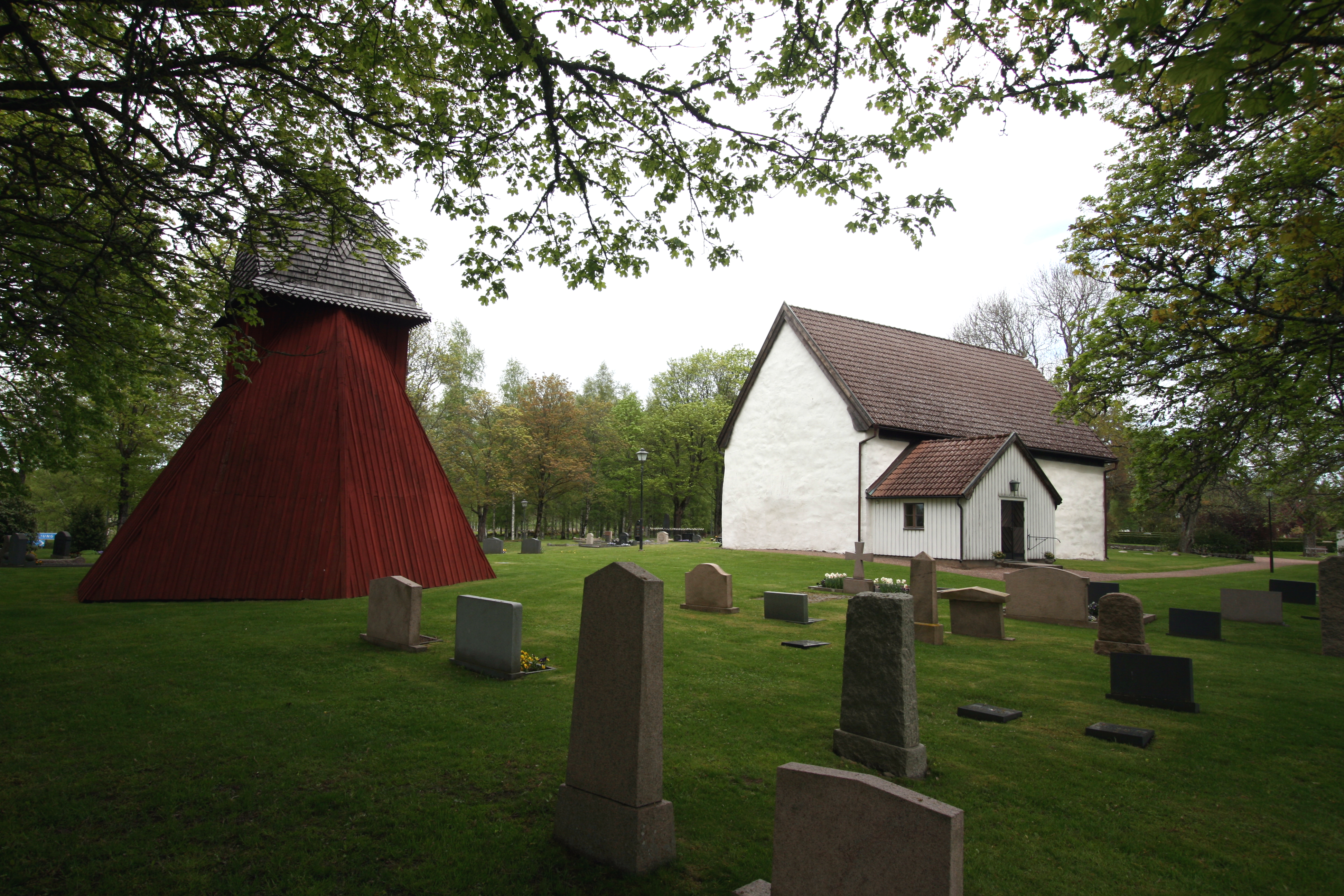
Kyrkan och klockstapeln
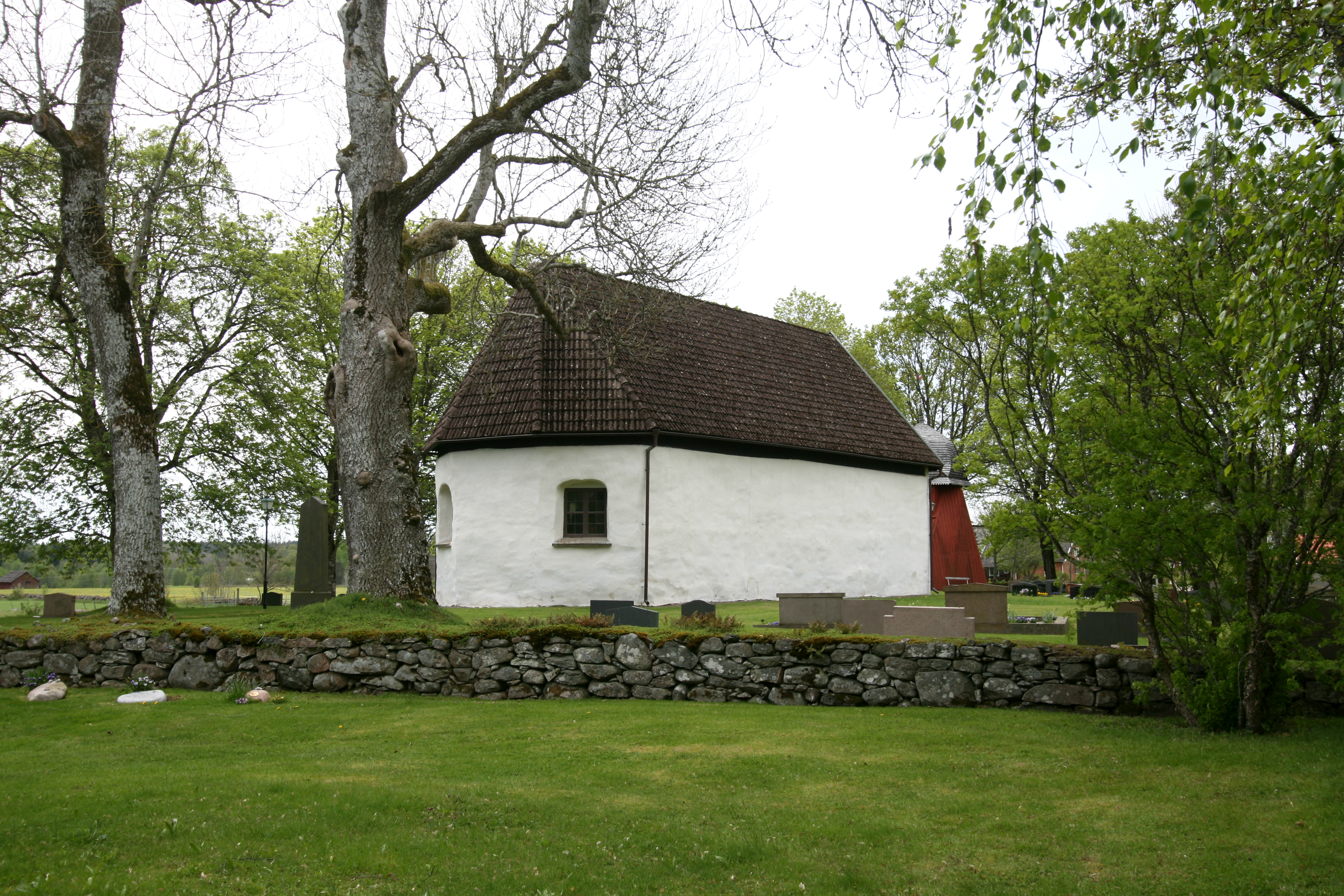
Exteriör från nordost
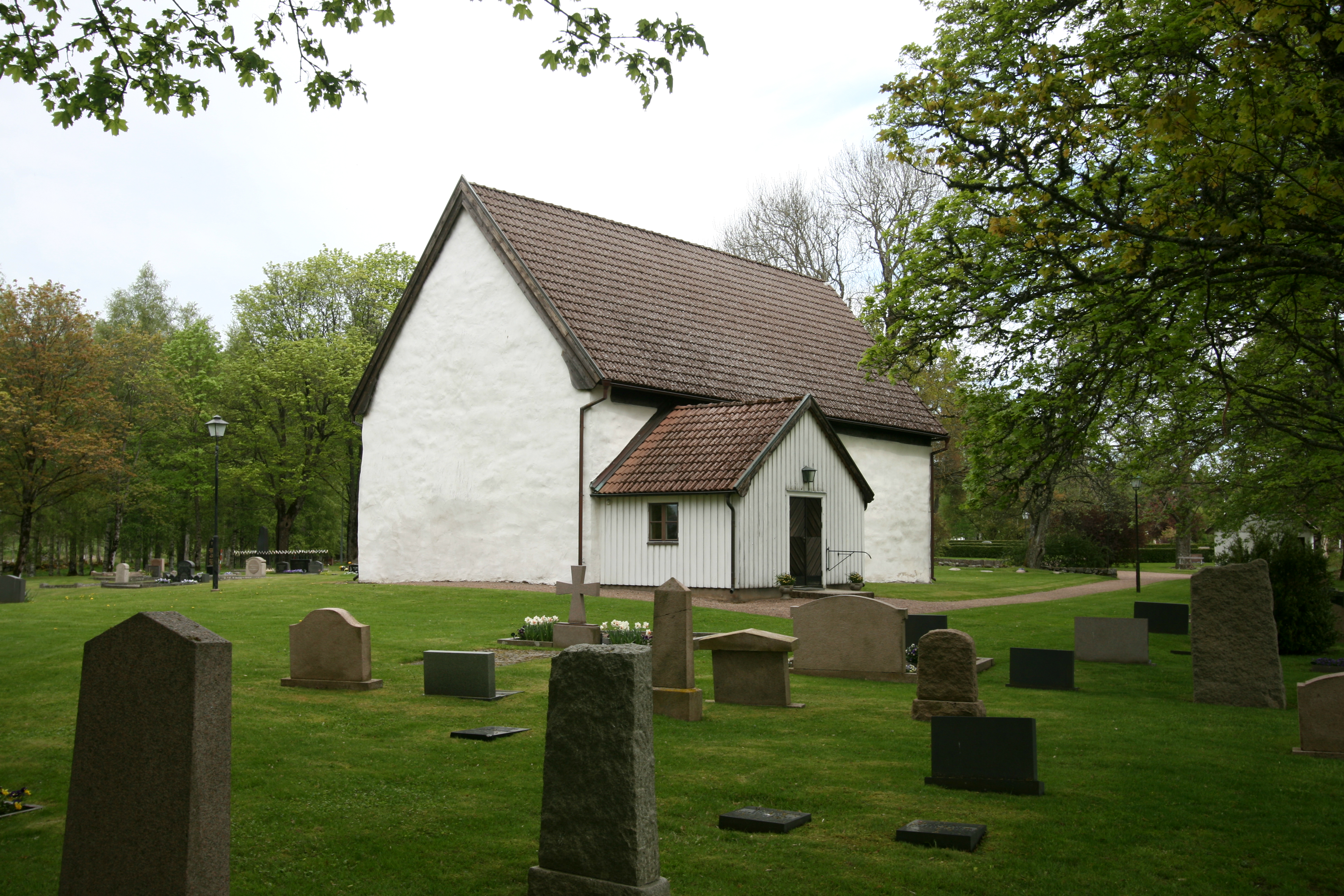
Exteriör från sydväst
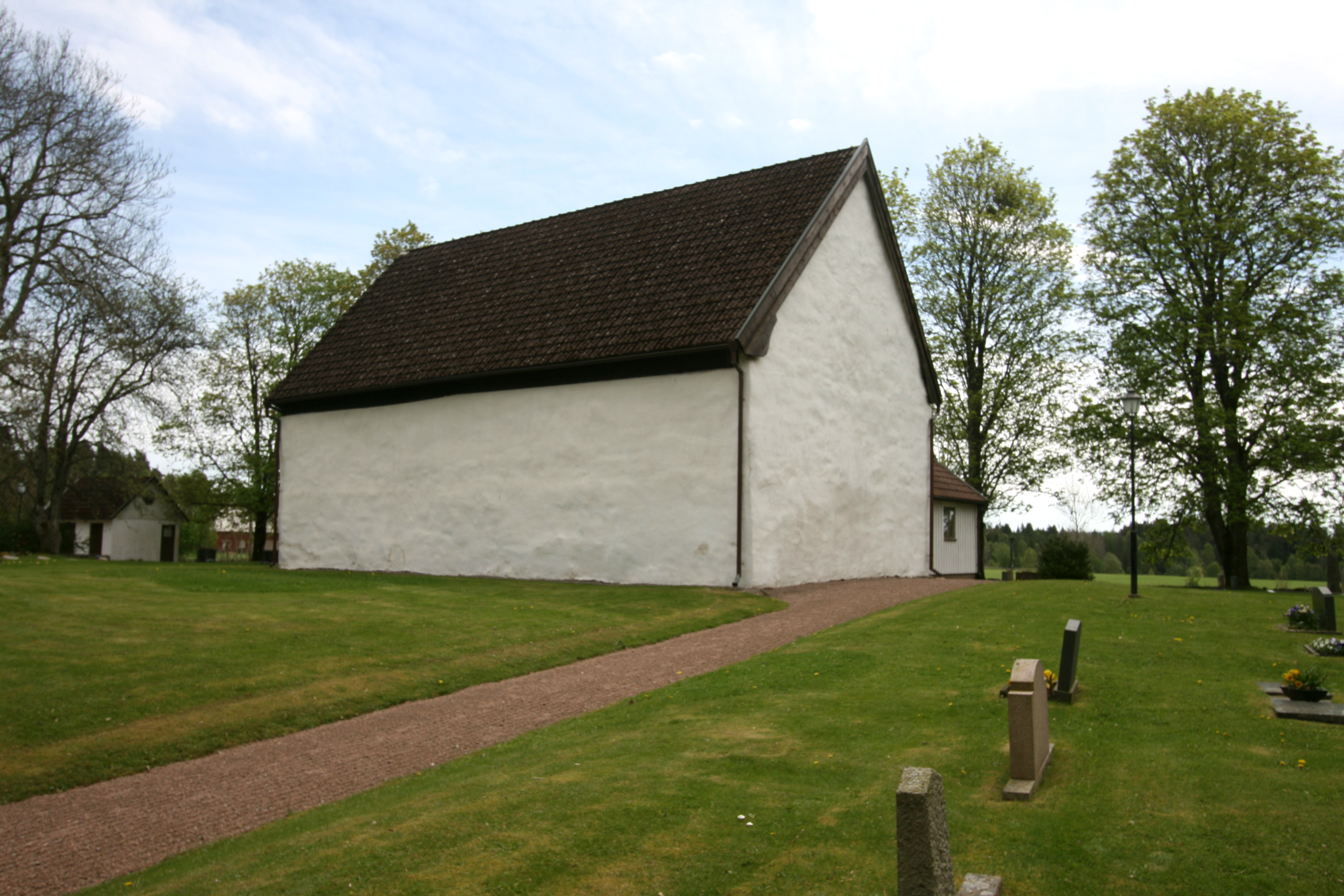
Den norra fönsterlösa sidan

Interiörer
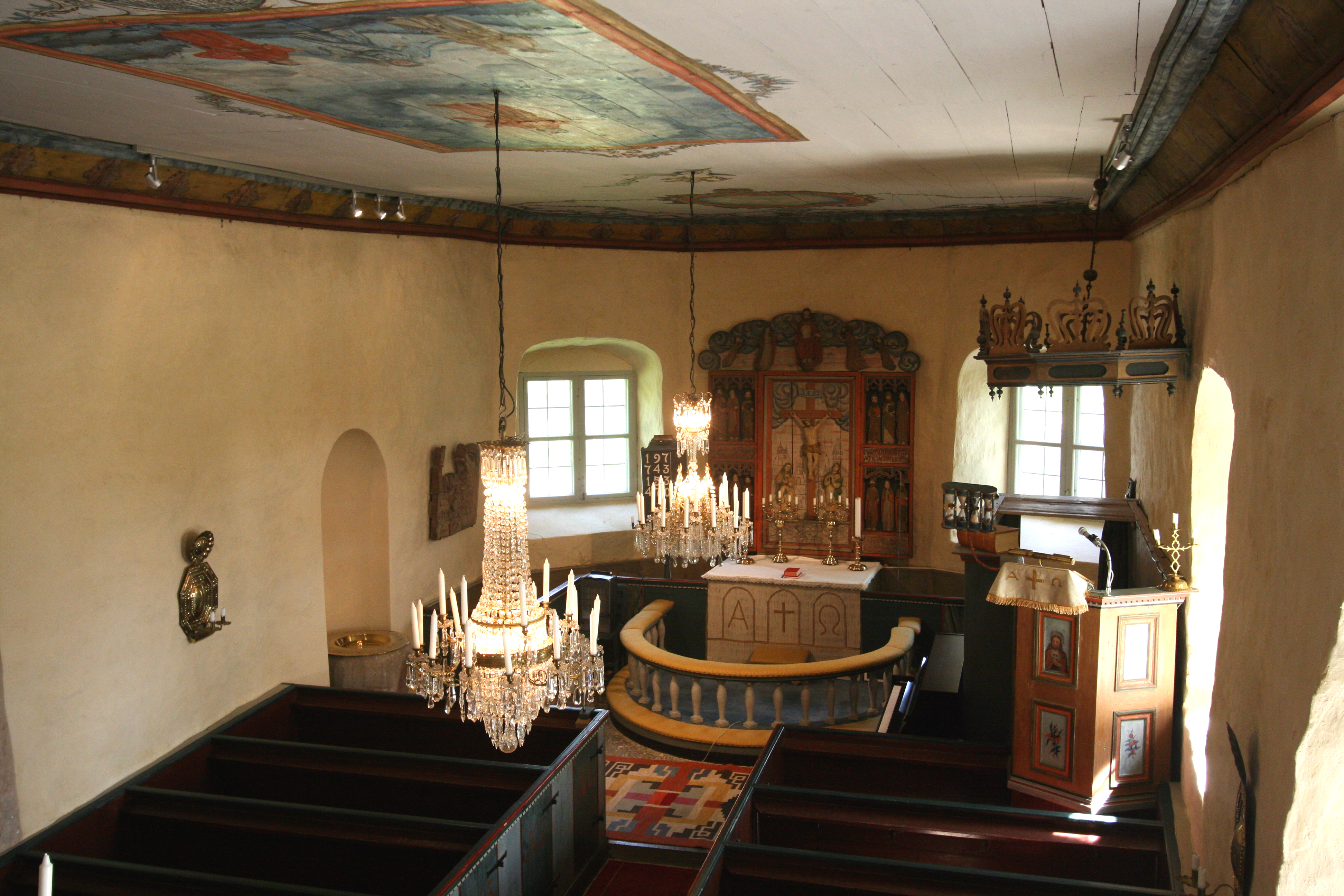
Interiör sett från orgelläktaren
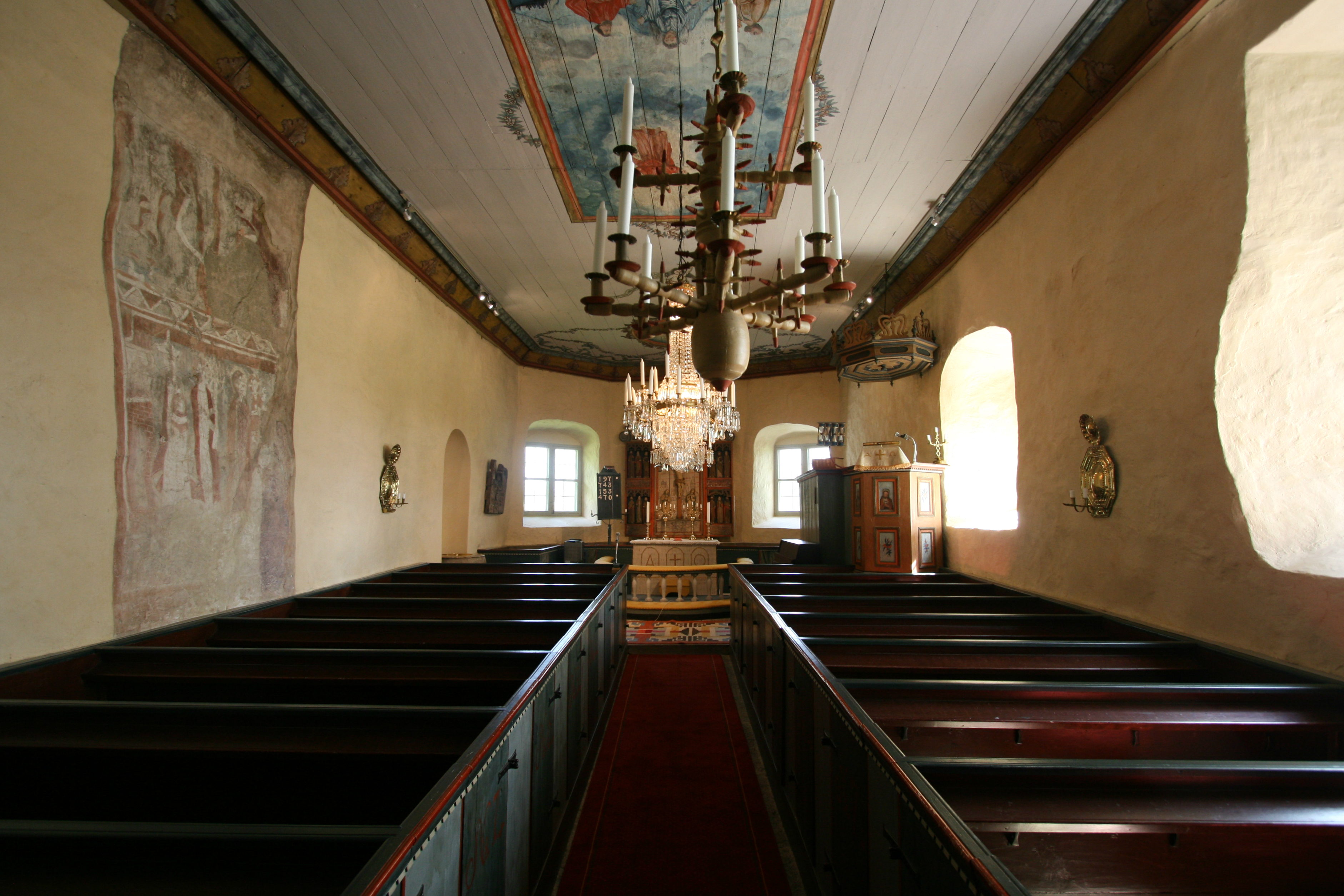
Interiör
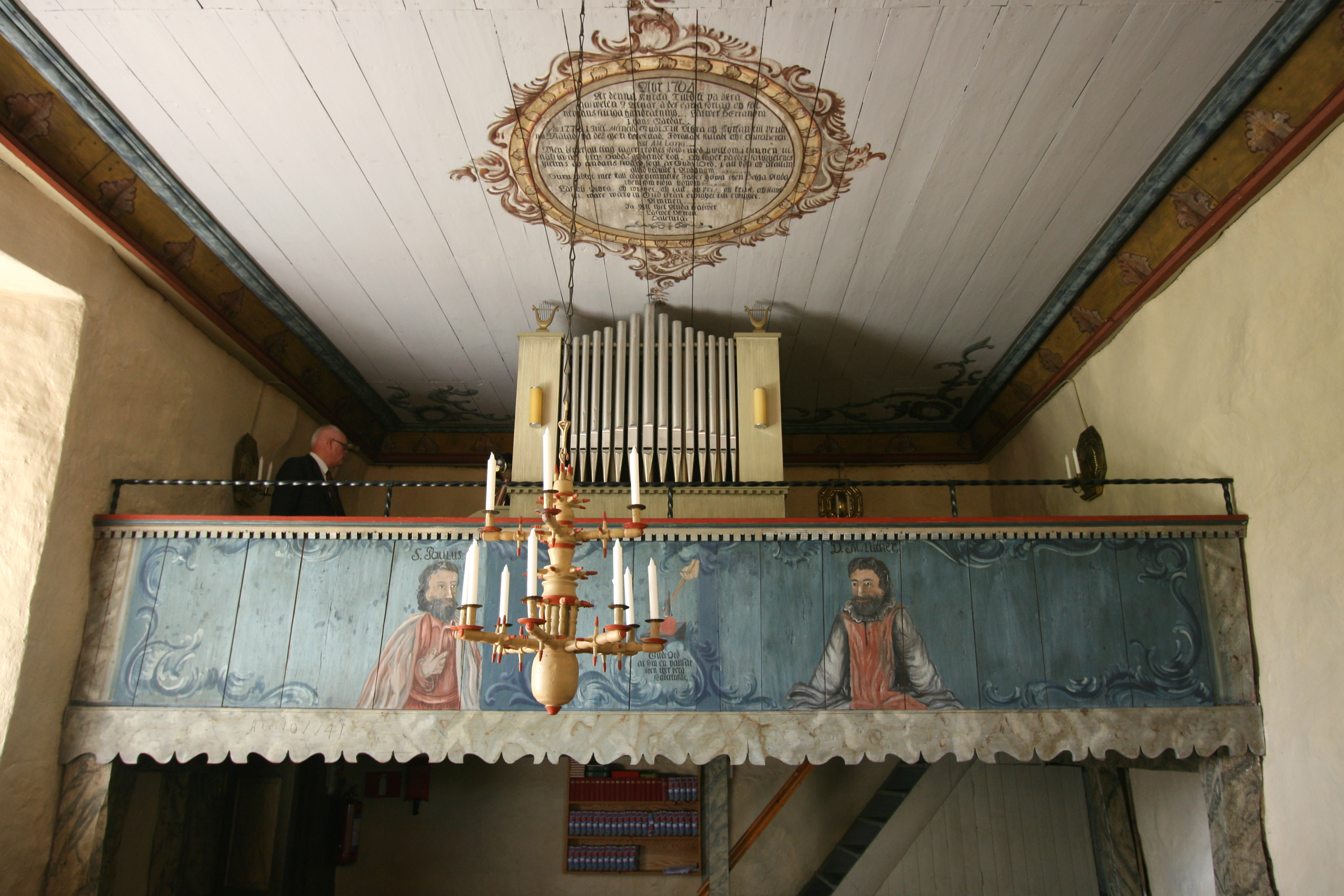
Orgelläktare
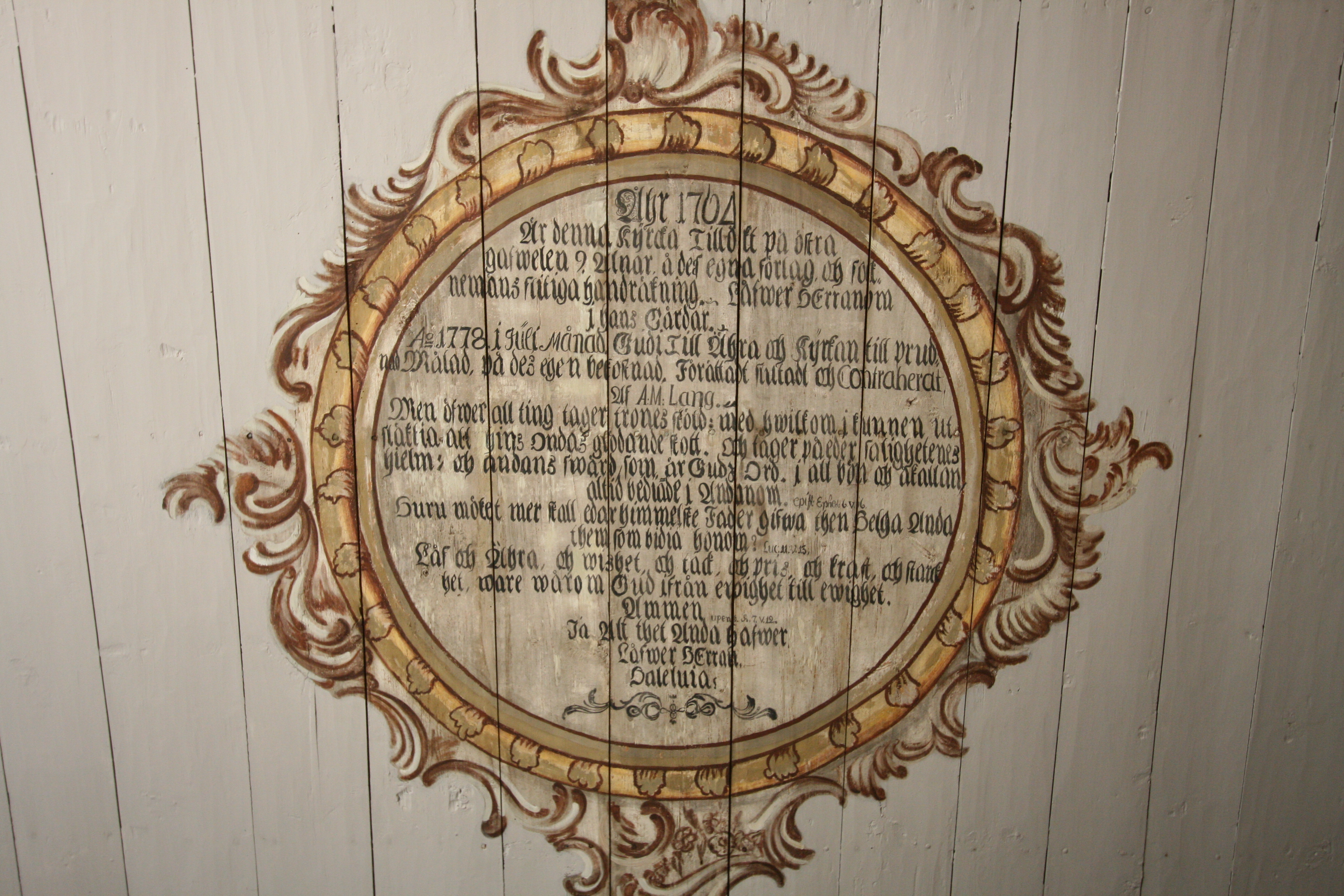
Takmålning
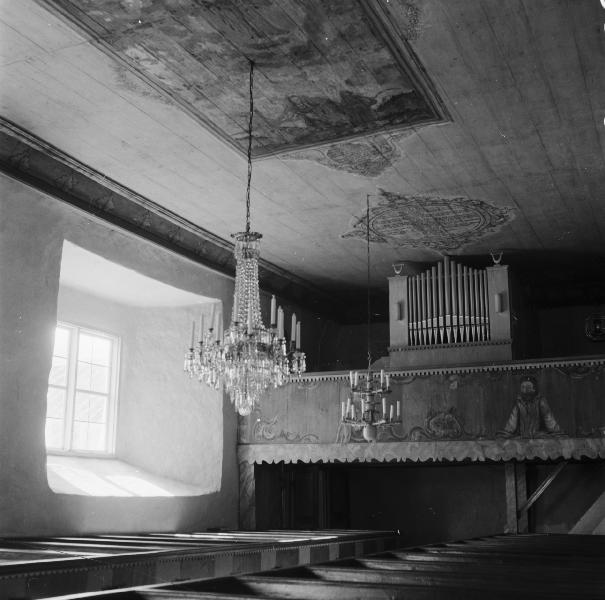
Foto som återger murverkets tjocklek

Inventarier
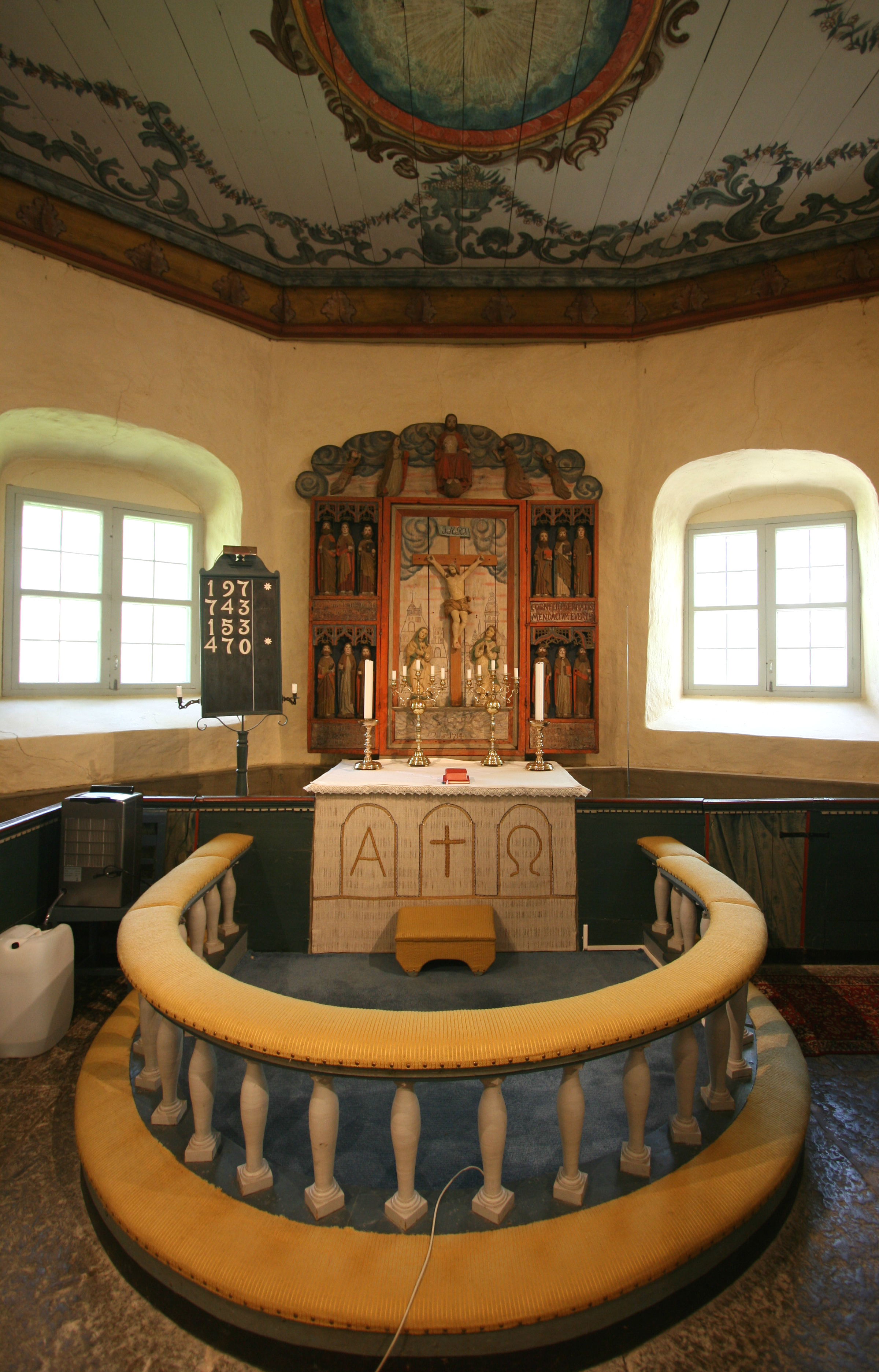
Altare
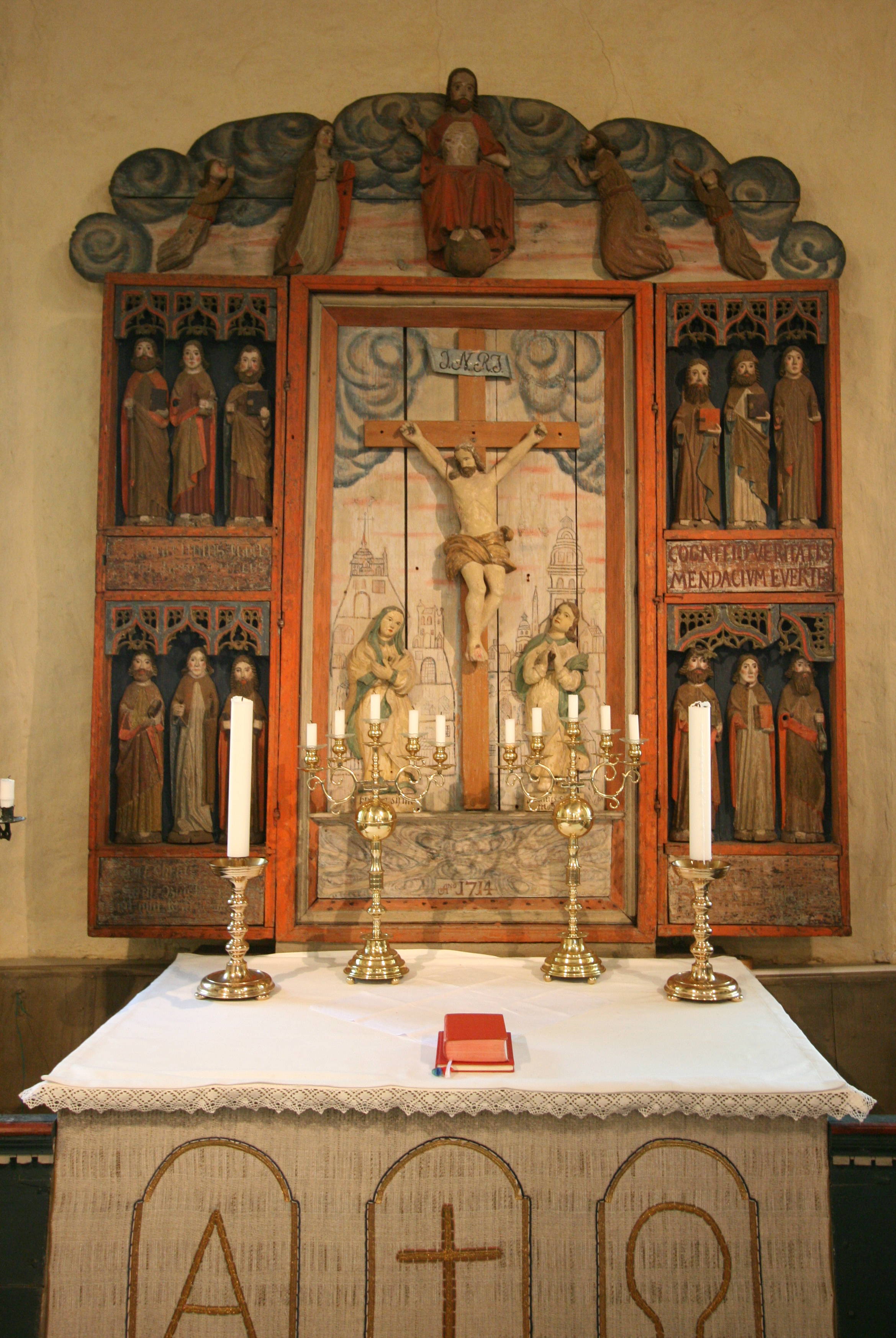
Altarskåp
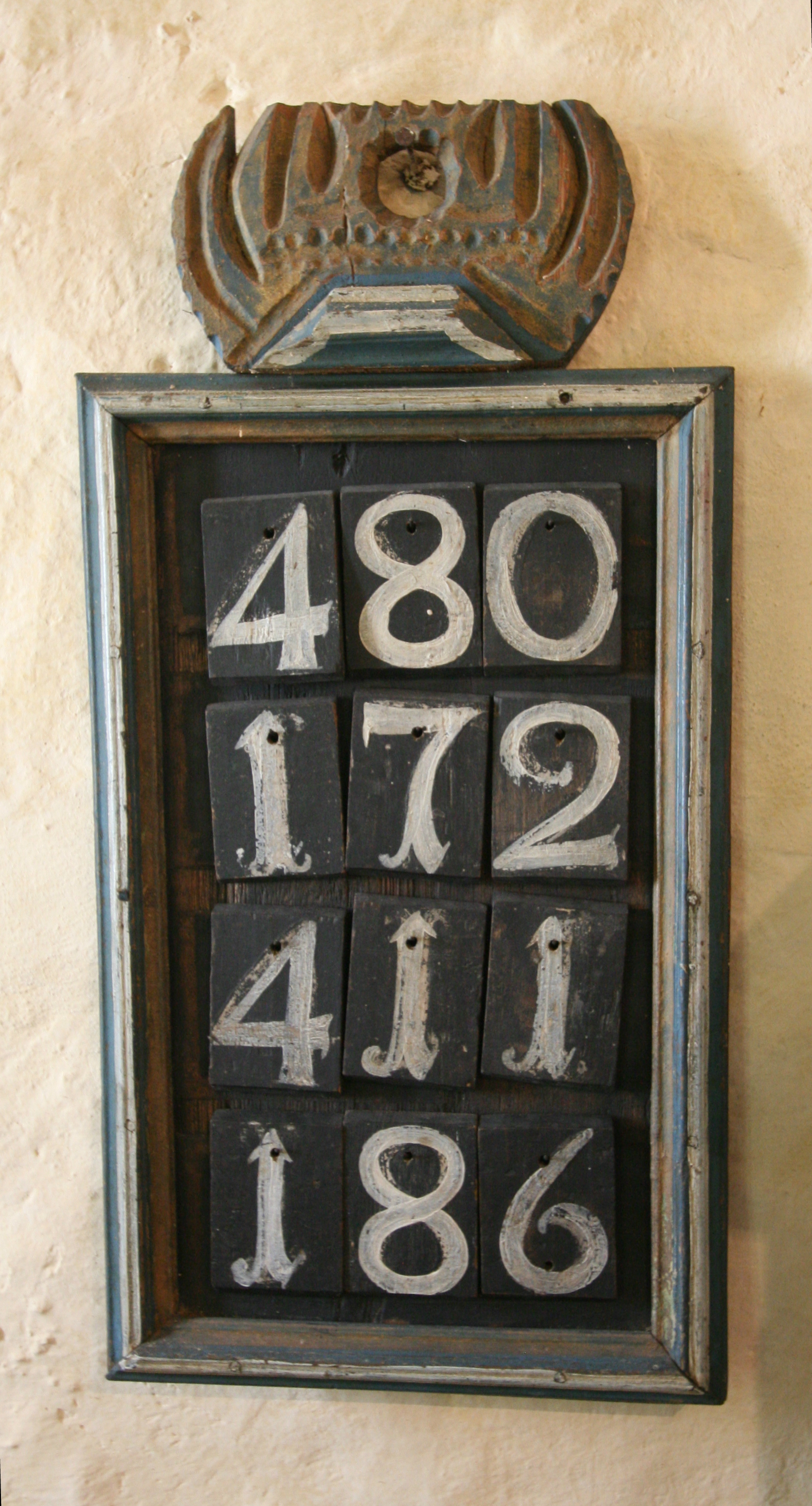
Psalmtavla
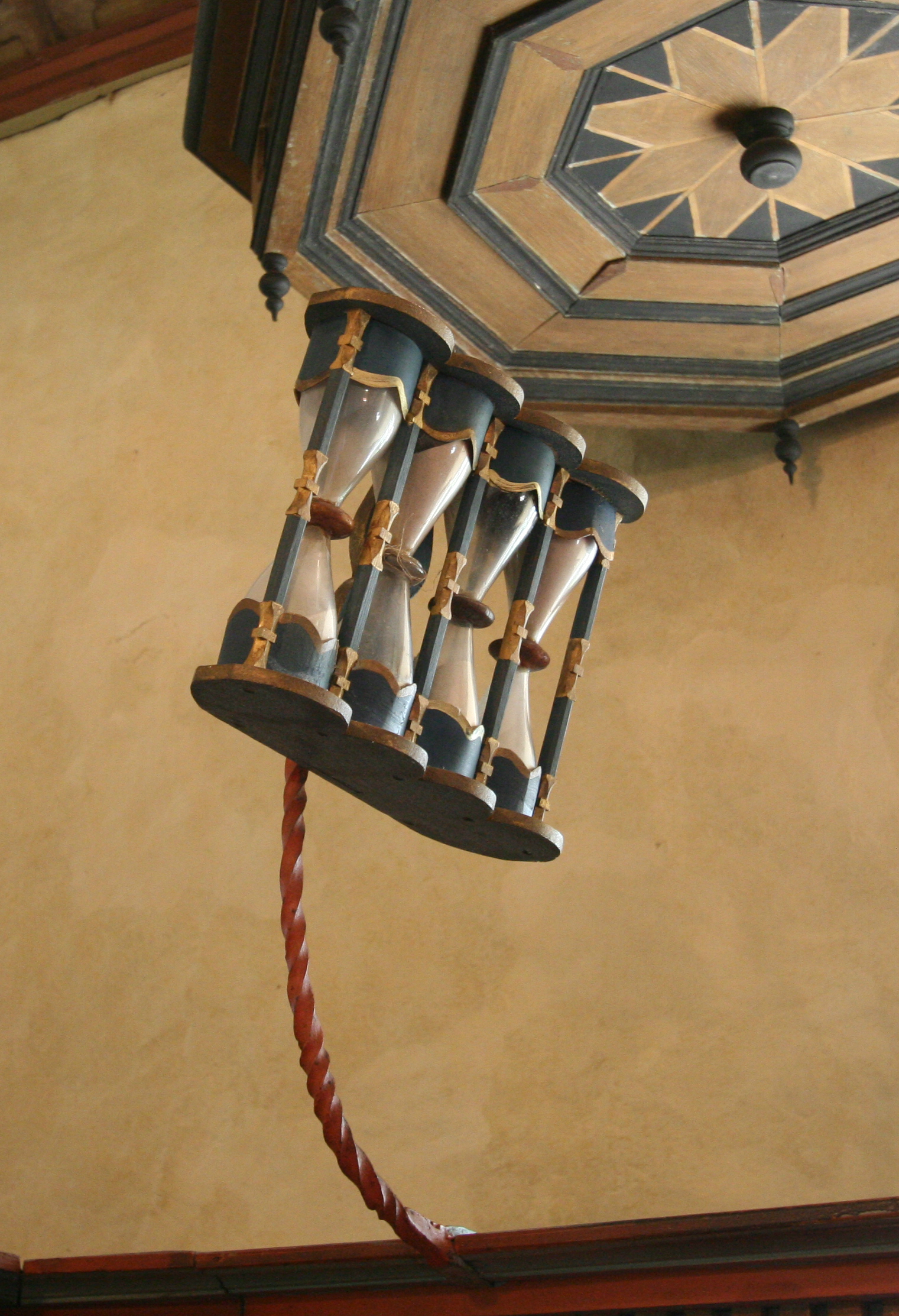
Timglas
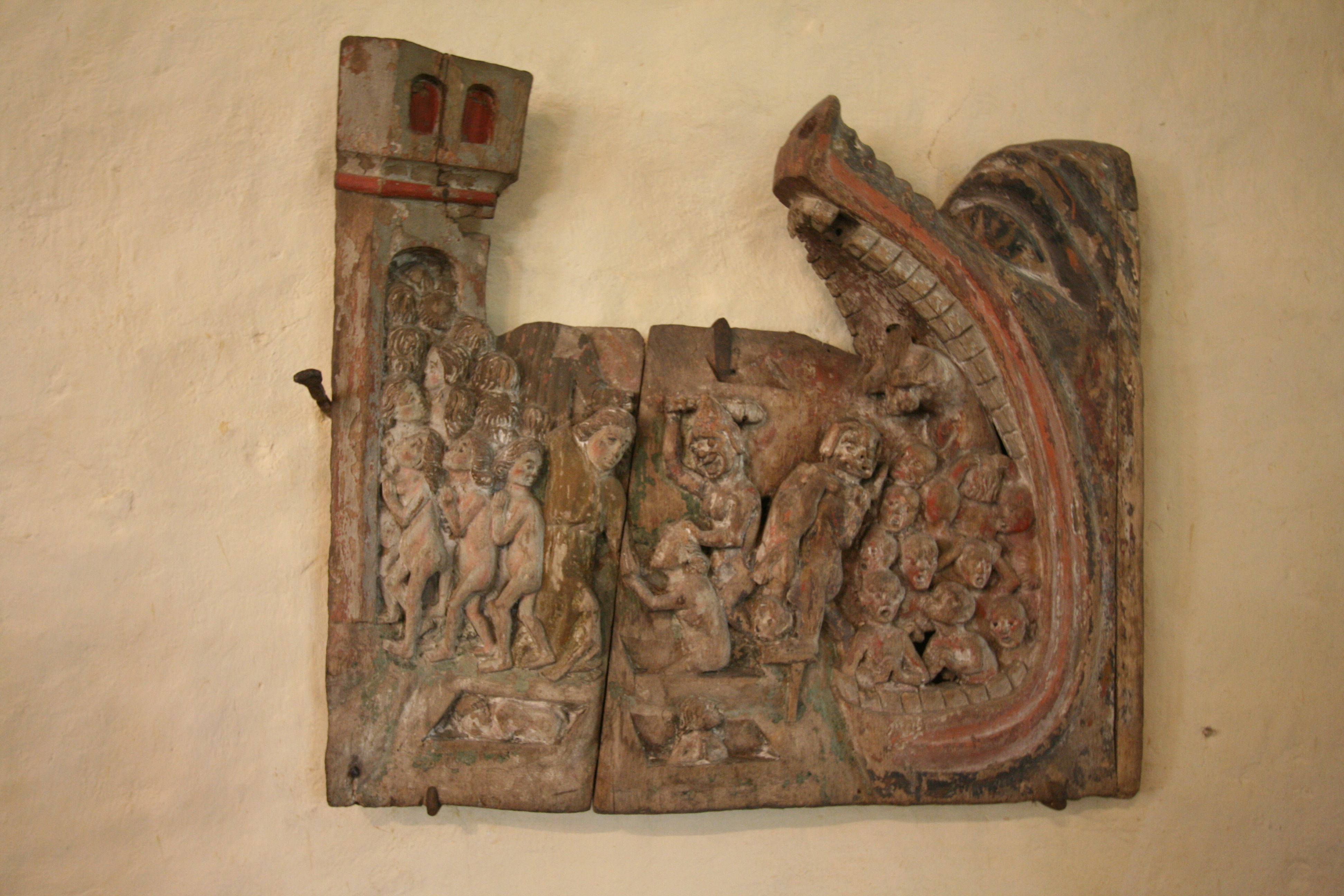
Trärelief föreställande yttersta domen
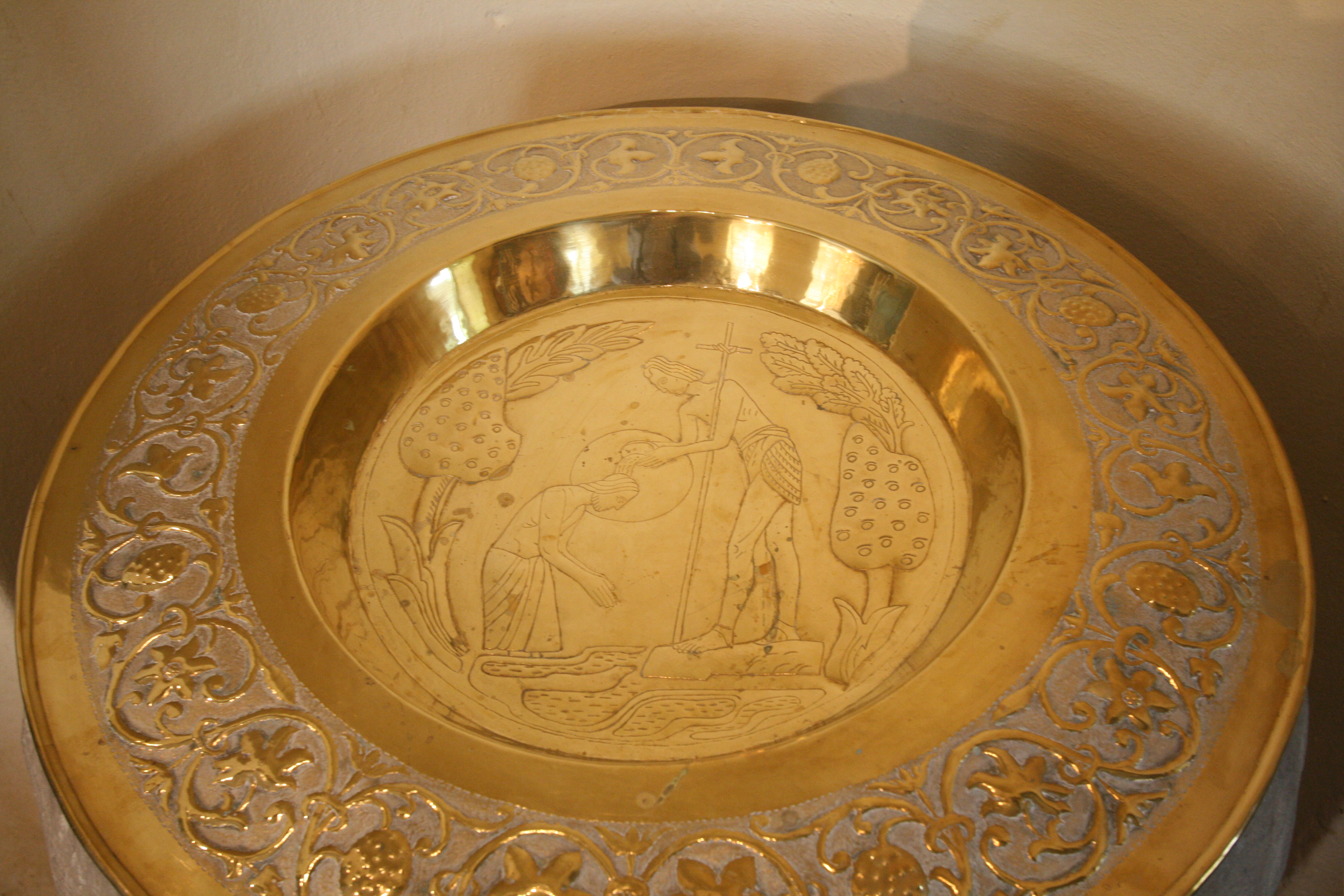
Dopfat